# ژانویه ۲۰۰۸
ژانویه ۲۰۰۸ یکی از ماه‌های ۲۰۰۸ (میلادی) است.

## ۱ ژانویه ۲۰۰۸
- آغاز سال ۲۰۰۸ میلادی

کشورهای استرالیا، زلاندنو و چین اولین کشورهایی بودند که با ورود به ساعت ۱۲ شب، رسما آغاز سال نوی میلادی را جشن گرفتند. بی‌بی‌سی

## ۲ ژانویه ۲۰۰۸
- چرخ‌های یک هواپیمای مسافربری قبل از پرواز آتش گرفت

چرخ‌های یک هواپیمای مسافربری، صبح امروز در هنگام بلند شدن از روی باند فرودگاه مهرآباد دچار حریق شد.خبرگزازی فارس و فارس (جزئیات بیشتر)

## ۳ ژانویه ۲۰۰۸
- خامنه‌ای: «رابطه با آمریکا مفید باشد، پیشقدم می‌شوم»

سید علی خامنه‌ای رهبر ایران اعلام کرده که برقراری رابطه با آمریکا در شرایط کنونی به نفع ایران نیست و اگر روزی رابطه با آمریکا برای ملت ایران مفید باشد، وی اولین کسی خواهد بود که این رابطه را تأیید می کند. بی‌بی‌‍سی فارسی

## ۴ ژانویه ۲۰۰۸
- نتایج انتخابات مقدماتی ریاست جمهوری آمریکا

مایک هاکبی و باراک اوباما در دور اول انتخابات ریاست جمهوری سال ۲۰۰۸ آمریکا در ایالت آیووا به پیروزی دست یافتند.

## ۵ ژانویه ۲۰۰۸
- ورود دانشجویان ایرانی به رشته های فنی در هلند ممنوع شد

وزارت آموزش فرهنگ و علوم هلند با همراهی وزارت خارجه این کشور در ابلاغیه‌ای به دانشگاه‌ها و موسسات آموزشی، آنان را از ارائه هرگونه درسی به ایرانیان که به نوعی به دانش هسته‌ای مرتبط باشد، منع کردند. رادیو زمانه، رادیو فردا
- انتخابات ریاست جمهوری در گرجستان امروز برگزار مى‌شود

انتخابات زودهنگام رياست جمهورى، امروز در جمهورى گرجستان برگزار مى‌شود. بی‌بی‌‍سی فارسی، رادیو فردا

## ۶ ژانویه ۲۰۰۸
- ساکاشویلی «برنده» زودهنگام انتخابات گرجستان شد

نتایج اولیه از انتخابات زودهنگام گرجستان نشانگر آن است که میخائیل ساکاشویلی، رئیس جمهوری فعلی این کشور، از رقبای خود پیشی گرفته است. بی‌بی‌‍سی فارسی
- باخت تیم ملی فوتبال ایران به تیم پانزدهم بوندس‌لیگا

تیم ملی فوتبال ایران، در غیبت اکثر بازیکنان شاغل در لیگ‌های اروپایی، اولین مصاف دوستانه خود را پیش از آغاز رقابت‌های مقدماتی جام جهانی دو بر صفر به هانزا رستوک، تیم پانزدهم لیگ آلمان واگذار کرد. بی‌بی‌‍سی فارسی

## ۷ ژانویه ۲۰۰۸
- اجرای حکم قطع دست راست و پای چپ پنج نفر در ایران

حکم قطع دست راست و پای چپ در مورد پنج نفر که متهم به شرکت در ناآرامی های استان سیستان و بلوچستان بودند، در زاهدان اجرا شد. بی‌بی‌‍سی فارسی، رادیو فردا
- ایران مواجهه با ناوهای آمریکایی را «عادی» خواند

ساعاتی پس از آنکه ایالات متحده از «تهدید» سه کشتی نیروی دریایی این کشور از سوی پنج قایق تندرو سپاه پاسداران در  آب‌های بین‌المللی در تنگه هرمز خبر داد، جمهوری اسلامی این ماجرا را «مسأله‌ای عادی و طبیعی» خواند. بی‌بی‌‍سی فارسی، رادیو فردا، رادیو زمانه
- تعطیلی دو روزه استان تهران در پی بارش برف

هیات دولت ایران با انتشار اطلاعیه‌ای اعلام کرد به دلیل بارش برف سنگین و سرمای شدید هوا، ادارات دولتی، دانشگاه‌ها و مدارس استان تهران در روزهای دوشنبه و سه شنبه تعطیل خواهند بود. بی‌بی‌‍سی فارسی
- پیروزی Blu-ray بر HD DVD؟

به دنبال تصمیم غیرمنتظره برادران وارنر، شرکت  فیلمسازی آمریکایی برای حمایت از بلو-ری (Blu-ray)، این لوح فشرده احتمالاً برنده رقابت قالب‌های دی‌وی‌دی با وضوح بالا شده‌است. بی‌بی‌سی فارسی، AP

## ۸ ژانویه ۲۰۰۸
- گزارش دیده بان حقوق بشر در مورد «نقض حقوق بشر در ایران» منتشر شد

سازمان دیده بان حقوق بشر مستقر در نیویورک در گزارش مفصل ۵۱ صفحه‌ای خود به موارد نقض حقوق بشر در جمهوری اسلامی به ویژه آنچه «تشدید» سرکوب‌ها در دوران ریاست جمهوری محمود احمدی‌نژاد می‌داند پرداخته است. بی‌بی‌سی فارسی
- افشای یک دانشگاه تقلبی در بریتانیا توسط بی‌بی‌سی

سرویس جهانی بی‌بی‌سی در جریان تحقیقات گسترده و مخفی، از یک کلاه‌برداری بین‌المللی در حوزه آموزش عالی در بریتانیا پرده برداشت. بی‌بی‌سی فارسی

## ۹ ژانویه ۲۰۰۸
- مشارکت گسترده در رأی گیری نیو همشایر

رای دهندگان در نیو همشایر، یکی از ایالاتی که در تعیین نامزد هر حزب در انتخابات ریاست‌جمهوری ایالات متحده آمریکا (۲۰۰۸) نقش کلیدی دارد، در شمار گسترده به سوی صندوق‌های رای سرازیر شده‌اند. بی‌بی‌سی فارسی
- وزارت دفاع آمریکا، فیلم برخورد نظامی در خلیج فارس را منتشر کرد

پنتاگون، فیلمی را که قایق‌های تندرو سپاه پاسداران را در ۲۰۰ متری سه کشتی جنگنده ناوگان پنجم ایالات متحده آمریکا نشان می‌داد، منتشر کرد. تماشای فیلم در شبکه اسکای نیوز

## ۱۰ ژانویه ۲۰۰۸
- رئیس جمهور آمریکا: «ایران خطری برای صلح جهانی است»

جورج دبلیو بوش رئیس جمهور آمریکا در کنفرانس سفر منطقه‌ای خود تاکید کرد که تلاش خواهد کرد از آن چه وی تهدید ایران مسلح به سلاح‌های هسته‌ای خواند، پیشگیری کند و صراحتا از نظام جمهوری اسلامی ایران به عنوان تهدیدی برای صلح جهانی یاد کرد. وی در مورد رویارویی چند روز پیش در خلیج فارس گفت: «از این روشن تر نمی‌توانم بگویم، اگر آنها به ناوهای ما حمله کنند باید عواقب بسیار جدی را متحمل شوند». رادیو زمانه، بی‌بی‌سی فارسی، رادیو زمانه
- دو جوان در ایران به اعدام بوسیله پرتاب از بلندی محکوم شدند

دیوان عالی ایران، مجازات اعدام دو مرد جوان به شیوه پرتاب از بلندی را تأیید کرده است. این دو جوان نسبت به اتهام لواط و تجاوز جنسی محکوم شناخته شده‌اند. بی‌بی‌سی فارسی، رادیو فردا
- اتحادبه عرب: «يک نفر بی سواد از هر سه عرب»

بر اساس گزارش جديدی که از سوی شعبه فرهنگی اتحاديه عرب منتشر شد، حدود يکصد ميليون نفر از مردم کشورهای عربی قادر به خواندن و نوشتن نيستند. تقريبا نيمی از زنان اين کشورها ازبی سوادی مطلق رنج می‌برند. رادیو فردا

## ۱۱ ژانویه ۲۰۰۸
- تردید آمریکا درباره سرمنشاء «تهدید ناوها»

بی‌بی‌سی دریافته که «ممکن است» آنچه ادعا می‌شود تهدید برای منفجر کردن ناوهای جنگی آمریکا در خلیج فارس بوده، از قایق‌های تندرو ایرانی نشات نگرفته باشد. روزنامه نیویورک تایمز روز چهارشنبه در گزارشی اشاره کرد که صدای منتشر شده توسط پنتاگون حاوی هیچ نوع صدای محیطی نیست که اگر از قایق های تندرو نشات گرفته بود باید شنیده می‌شد. بی‌بی‌سی فارسی
- ادموند هیلاری، اولین فاتح قله اورست درگذشت

سِر ادموند هیلاری، کوهنورد اهل زلاندنو، که اولین کسی بود که اورست، بلندترین قله جهان را فتح کرد، در سن ۸۸ سالگی درگذشت. بی‌بی‌سی فارسی

## ۱۲ ژانویه ۲۰۰۸
- موج تازه سرمای شدید و قطع گاز در بسیاری از شهرهای کشور

ایران شاهد سرمای شديد و بارش سنگين برف بی‌سابقه در چند دهه اخير است و بسياری از نقاط كشور تحت ‌تاثير آن واقع شده‌اند. رادیو زمانه
- البرادعی خواهان تسریع همکاری ایران با آژانس شد

محمد البرادعی، مدير کل آژانس بین‌اللملی انرژی اتمی، خواستار «سرعت بخشيدن» به همکاری ايران با آژانس برای رفع ابهام‌های موجود در خصوص برنامه هسته‌ای این کشور شد. بی‌بی‌سی فارسی، رادیو زمانه

## ۱۳ ژانویه ۲۰۰۸
- جورج بوش: «جمهوری اسلامی ایران امنیت ملت‌ها را در همه جا تهدید می‌کند»

جورج بوش، رئیس جمهور آمریکا، که در آخرین مرحله سفر خود به خاورمیانه به امارات متحده عربی رفته است، جمهوری اسلامی ایران را بزرگترین حامی جهانی تروریسم خواند و خطاب به ملت ایران گفت: «روزی خواهد آمد که مردم ایران دولتی خواهند داشت که آزادی و عدالت را محترم می‌شمارد و ایران به جمع کشورهای آزاد جهان خواهد پیوست و در آن روز خوب، شما هیچ دوست بهتری از آمریکا نخواهید داشت.» بی‌بی‌سی فارسی، رادیو فردا، رادیو زمانه

## ۱۴ ژانویه ۲۰۰۸
- اعلام برندگان جوایز گلدن گلوب

مراسم اعطای جوایز گلدن گلوب سال ۲۰۰۸ به شکل یک کنفرانس خبری در شهر لس آنجلس کالیفرنیا برگزار شد و برندگان آن اعلام شدند. مراسم گلدن گلوب امسال به خاطر اعتصاب فیلمنامه نویسان آمریکایی و حمایت ستارگان سینمای این کشور از آنان، به شکل مجلل همیشگی خود برگزار نشد. بی‌بی‌سی فارسی، IMDb
- رئیس سازمان پلیس بین‌الملل استعفا داد

جكی سلبی، رئیس پلیس بین‌الملل (اینترپل)، از سمت خود استعفا داد. وی که رئیس پلیس آفریقای جنوبی نیز هست، در کشور خود به فساد مالی متهم شده است. بی‌بی‌سی فارسی
- دانشمندان آمریکایی موفق شدند «قلب تپنده» را در آزمایشگاه به وجود آورند

گروهی از دانشمندان مرکز بازسازی قلب و عروق دانشگاه مینسوتا موفق شدند تا قلب جدا شده از بدن موش‌های مرده را در آزمایشگاه دوباره به طپش وادارند. یاهو نیوز، روئیترز
- معاهده فناوری هسته ای میان امارات متحده عربی و فرانسه

نیکولا سارکوزی در سفر قریب الوقوع خود به کشورهای عربی خلیج فارس، موافقتنامه همکاری فناوری هسته ای با امارات متحده عربی امضا خواهد کرد. بگفتهٔ وی «جهان عرب باید همانند دیگر کشورهای جهان، از تکنولوژی صلح آمیز هسته ای برخوردار باشد.» وی در عین حال اذعان داشت «ایران را باید تحت فشار بیشتر قرار داد.» بی.بی.سی خلیج تایمز

## ۱۵ ژانویه ۲۰۰۸
- حمله انتحاری طالبان به تنها هتل پنج‌ستاره کابل

هتل مجللی در کابل، پایتخت افغانستان، که محل اقامت دیپلمات‌های بازدیدکننده و خدمه شرکت‌های امدادرسانی است، هدف حمله انتحاری قرار گرفت. بر اثر حمله فوق، حداقل هفت نفر کشته شدند. بی‌بی‌سی فارسی، رادیو فردا
- عفو بین‌الملل خواستار لغو مجازات سنگسار در ایران شد

عفو بین‌الملل در گزارشی از مقام‌های نظام جمهوری اسلامی ایران خواست تا مجازات اعدام و حکم سنگسار را که این گروه حقوق بشری «مشمئزکننده و هولناک» توصیف کرد، لغو کنند. بی‌بی‌سی فارسی

## ۱۶ ژانویه ۲۰۰۸
- با بازداشت دست کم ۹ دانشجوی دیگر در تهران، شمار دانشجویان بازداشتی به بیش از ۴۰ تن رسید

هم اکنون شمار دانشجویان دربند به حدود ۶۰ تن رسیده است. پیش‌تر در روزهای ۱۱ تا ۱۶ آذرماه، حدود ۳۰ تن از فعالان دانشجویی طیف چپ از سوی نیروهای وزارت اطلاعات بازداشت و به بند ۲۰۹ زندان اوین انتقال یافته بودند. کمیته دانشجویی گزارشگران حقوق بشر، رادیو فردا
- شرکت اپل نازک‌ترین لپ‌تاپ را روانه بازار کرد

شرکت اپل نازک‌ترین لپ‌تاپ جهان را که «مک بوک ائر» نام دارد، روانه بازار کرد. ضخیم‌ترین قسمت لپ‌تاپ جدید اپل، ۹۳/۱ سانتی‌متر ضخامت دارد و قیمت پایه آن در ایالات متحده آمریکا ۱۷۹۹ دلار خواهد بود. وزن این رایانه ۳/۱ کیلوگرم اعلام شده است. بی‌بی‌سی فارسی
- فرانسه در امارات متحده عربی نیروگاه اتمی می‌سازد

در سفر نیکلای سارکوزی رئیس جمهور فرانسه که از کشورهای حوزه خلیج فارس دیدن می‌کند، اعلام شد که شرکت فرانسوی توتال با مشارکت دو شرکت سوئز و شرکت آروا- سازنده رآکتورهای اتمی - دو نیروگاه هسته‌ای نسل سوم را در امارات متحده عربی خواهد ساخت. بی‌بی‌سی فارسی
- قطع روابط بانکی ایران و بحرین

بزرگ ترین بانک های کشور بحرین روابط با بانک های ایران را قطع کردند. رویتر
- گوشت حیوانات تاگ‌سازی شده «بی‌خطر است»

اداره مواد دارویی و غذایی آمریکا اعلام کرد که گوشت و شیر حیوانات تاگ‌سازی شده (کلون شده) عموما برای مصرف خوراکی ایمن و بی‌خطر است. بی‌بی‌سی فارسی

## ۱۷ ژانویه ۲۰۰۸
- اعتراض کانون مدافعان حقوق بشر به بازداشت و نقض گسترده حقوق دانشجویان

کانون مدافعان حقوق بشر با صدور بیانیه‌ای نسبت به ادامه بازداشت غیرقانونی سه دانشجوی امیرکبیر، ادامه بازداشت دانشجویان چپ و کرد و دیگر فعالین اجتماعی و مدنی انتقاد کرد. ادوارنیوز-خبرنامه امیرکبیر
- گازگرفتگی طی ۹ روز، جان ۸۷ نفر را در ایران گرفت

بنابر آماری که از سازمان پزشکی قانونی ایران نقل شده، طی روزهای ششم تا چهاردهم ژانویه (شانزدهم تا بیست و چهارم دی) که این کشور در سرما و کمبود گاز کم سابقه‌ای فرورفته بود، ۸۷ نفر بر اثر مسمومیت ناشی از گازگرفتگی، جان خود را از دست داده‌اند. بی‌بی‌سی فارسی
- توقف موقت اخراج مهاجرین افغان از ایران

سفارت ايران در کابل، با انتشار بیانیه‌ای، اعلام کرد که محمود احمدی‌نژاد، «به دلایل انسانی و اسلامی» با درخواست توقف اخراج اجباری مهاجرین افغان «در فصل سرما» موافقت کرده است. بی‌بی‌سی فارسی

## ۱۸ ژانویه ۲۰۰۸
- دفاع احمدی‌نژاد از اوضاع اقتصادی در گفتگو با الجزیره

محمود احمدی‌نژاد رئیس جمهور ایران در گفتگو با شبکه خبری الجزیره این موضوع را که شعار اصلی او در انتخابات ریاست جمهوری «بهبود وضع اقتصادی مردم» بوده است را رد کرد و از عملکرد دولت خود دفاع کرد. این در حالی است که یکی از شعارهای اصلی وی در زمان انتخابات ریاست جمهوری ایران، «آوردن پول نفت بر سر سفره مردم ایران» بود. بی‌بی‌سی فارسی
- «اخراج ۱۱۱ مهاجر دیگر افغان از ایران»

یک روز پس از اعلام توقف اخراج مهاجرین افغان از ایران، مقامات محلی در هرات، از اخراج بیش از صد مهاجر دیگر خبر دادند. بی‌بی‌سی فارسی
- انتقاد شدید بریتانیا از دولت روسیه

دیوید میلیبند، وزیر امور خارجه بریتانیا، از رفتار دولت روسیه درباره دستور توقف فعالیت‌های دفتر شورای فرهنگی بریتانیا در این کشور، شدیدا انتقاد کرد. بی‌بی‌سی فارسی

## ۱۹ ژانویه ۲۰۰۸
- مرگ یک دانشجو در بازداشتگاه سنندج

ابراهیم لطف اللهی، دانشجوی سال چهارم رشته حقوق دانشگاه پیام نور سنندج در بازداشتگاه این شهر جان باخته است و برادرش می‌گوید که مسئولان وزارت اطلاعات جمهوری اسلامی در  سنندج، علت مرگ او را «خودکشی» اعلام کرده‌اند. بی‌بی‌سی فارسی
- مرگ بابی فیشر، قهرمان اسبق شطرنج جهان

بابی فیشر، چهره جنجالی شطرنج جهان در سن ۶۴ سالگی در ایسلند درگذشت. وی به دلیل سخنان یهودستیزانه و همچنین حمایت از حملات ۱۱ سپتامبر در آمریکا، مورد انتقاد شدید قرار داشت. بی‌بی‌سی فارسی
- اسرائیل، گذرگاه‌های مرزی خود با غزه را بست

در پی ادامه پرتاب موشک از داخل نوار غزه به خاک اسرائیل توسط پیکارجویان فلسطینی، اهود باراک، وزیر دفاع اسرائیل دستور بستن موقت گذرگاه‌های مرزی اسرائیل با نوار غزه را صادر کرد. بی‌بی‌سی فارسی
- مهرنوش سلوکی از ایران خارج شد

مهرنوش سلوکی، مستندساز فرانسوی ایرانی تبار، پس از گذشت حدود یک سال، اجازه یافت که ایران را ترک کند و صبح روز جمعه وارد پاریس شد. وی بخاطر فیلمبرداری در برخی مناطق ایران و مصاحبه با برخی افراد، توسط وزارت اطلاعات جمهوری اسلامی دستگیر شده بود و به مدت یک ماه، در بازداشت قرار داشت. رادیو فردا

## ۲۰ ژانویه ۲۰۰۸
- استقبال آمریکا از برنامه هسته ای ترکیه

دولت آمريکا از برنامه هسته ای ترکيه با هدف توليد برق استقبال کرده و در پيامی رسمی خواستار پيوستن ترکيه به باشگاه هسته‌ای جهان شده‌ است. رادیو فردا
- بازداشت افراطیون مسلمان در اسپانیا

پليس اسپانيا اعلام کرد چهارده اصولگرای افراطی اسلامی «تروریست» را بامداد روزشنبه در شهر بارسلون بازداشت کرده است. صدای آمریکا، رادیو فردا
- پیروزی هیلاری کلینتون، میت رامنی، و جان مک‌کین بر رقیبان خود

نتایج مقدماتی سرشماری انتخابات روز گذشته خبر از پیروزی میت رامنی از جمهوریخواهان، و هیلاری کلینتون از دمکرات ها در ایالت نوادا، و چیره شدن جان مک‌کین بر رقیب خود مایک هاکبی در ایالت کارولینای جنوبی در مراحل مقدماتی انتخابات ریاست جمهوری ایالات متحده آمریکا را دادند. بی بی سی، رادیو فردا

## ۲۱ ژانویه ۲۰۰۸
- وزیران کابینه اسرائیل خواهان «قتل» حسن نصرالله شدند

یک روز پس از آنکه حسن نصرالله، دبیر کل حزب‌الله لبنان، اعلام کرد که گروه تحت رهبری او بخشی از اجساد سربازان اسرائیلی کشته شده در جنگ اسرائیل و لبنان (۲۰۰۶)، مانند سر، دست، پا و حتی نصف یا دو - سوم اجساد را در اختیار دارد، تعدادی از اعضای کابینه اسرائیل، امروز در واکنش خواستار  «قتل» او شدند. اجساد مردگان و دفن مذهبی آنان، برای یهودیان بسیار مهم است. بی‌بی‌سی فارسی، یاهو نیوز، روئیترز، ها آرتص
- انتخابات ریاست جمهوری صربستان برگزار شد

در انتخابات ریاست جمهوری صربستان، تامیزلاف نیکولیچ، سیاستمدار ملی گرا، بیشترین آرا را به خود اختصاص داده، اما به پیروزی قاطع دست نیافته است. بی‌بی‌سی فارسی
- انتخاب رئیس جمهور لبنان باز هم به تعویق افتاد

در حالی که بحران سیاسی لبنان ادامه دارد، انتخاب رئیس جمهور این کشور برای «سیزدهمین بار» به تعویق افتاد. بی‌بی‌سی فارسی

## ۲۲ ژانویه ۲۰۰۸
- تحریم علیه ایران گسترش می یابد

کشورهای چین، روسیه، آمریکا، آلمان، فرانسه، و انگلیس بر سر چگونگی وضع تحریم های جدید علیه ایران بدلیل عدم توقف ایران در غنی سازی اورانیوم به توافق رسیدند. بی‌بی‌سی، آسوسیتد پرس، بلومبرگ
- نامزدی اسکار پرسپولیس

فیلم انیمیشن پرسپولیس ساخته مرجان ساتراپی نامزد دریافت جایزه اسکار سال ۲۰۰۸ گردید.
بی‌بی‌سی فارسی، موسسه اسکار، خبرگزاری مرکز ملی سینماتوگرافی فرانسه
- جسد هیت لجر هنرپیشه استرالیایی در منزلش در منهتن پیدا شد. بی‌بی‌سی فارسی

## ۲۳ ژانویه ۲۰۰۸
- هزاران تن از ساکنان غزه از مرز با مصر گذشتند

هزاران تن از فلسطینیان ساکن غزه با عبور از مرز مشترک با مصر وارد این کشور شده‌اند و پس از خرید برخی اقلام اساسی در مصر به غزه بازگشتند.بی‌بی‌سی رادیو فردا

## ۲۴ ژانویه ۲۰۰۸
- شورای حقوق بشر سازمان ملل، اسرائیل را محکوم کرد

شورای حقوق بشر سازمان ملل طی قطعنامه‌ای اقدام نظامی اسرائیل علیه غزه را محکوم کرده و خواستار پایان انسداد مرزهای غزه شده‌است.بی‌بی‌سی
- قطعنامه تازه علیه ایران جمعه به شورای امنیت ارائه می‌شود

نمایندگان گروه ۱+۵  روز پنجشنبه  توافق کردند تا متن قطعنامه سوم تحریم علیه ایران را روز جمعه در اختیار همه اعضای شورای امنیت سازمان ملل قرار دهند.رادیو فردا
- پیشنهاد آمریکا به ایران برای عادی سازی روابط دیپلماتیک

وزیر امور خارجه آمریکا می‌گوید در صورتی که ایران غنی سازی اورانیوم را متوقف کند، واشینگتن آماده‌است تا برای عادی سازی روابط با تهران وارد مذاکره شود.بی‌بی‌سی رادیو فردا
- رد صلاحیت ۳۱ درصد داوطلبان انتخابات مجلس شورای اسلامی

بنابر اعلامیه ستاد انتخابات، دلائل رد صلاحیت این دسته از داوطلبان، چنین مواردی بوده است: اعتیاد یا قاچاق موادمخدر، محکومیت به حدود شرعی، وابستگی به رژیم سلطنتی، اقدام علیه جمهوری اسلامی، عدم اعتقاد و التزام عملی به اسلام و نظام جمهوری اسلامی، عضویت یا هواداری از گروههای "تجزیه طلب و تروریستی"، وابستگی و ارتباط با سرویسهای اطلاعاتی بیگانه، اهانت به مقدسات دینی، محکومیت به اغتشاش در کشور و هواداری از "فرق منحرف مذهبی". بی‌بی‌سی فارسی
- نخست وزیر ایتالیا استعفا داد

رومانو پرودی، نخست وزير ايتاليا، در پی از دست دادن رای اعتماد در مجلس سنای ایتالیا، از سمت خود استعفا داده است. بی‌بی‌سی فارسی
- یکی از زبانهای بومی آلاسکا منقرض شد

آخرین عضو خالص از بومیان «ایاک» آلاسکا و تنها کسی که می‌توانست به این زبان سرخ پوستان ساکن شمال غرب آمریکا سخن بگوید در سن ۸۹ سالگی درگذشت.بی‌بی‌سی

## ۲۵ ژانویه ۲۰۰۸
- پیش نویس قطعنامه تحریم ایران آماده شد

پیش نویس قطعنامه تازه سازمان ملل علیه ایران شامل محدودیت هایی بر تجارت و منع سفر خارجی دانشمندان اتمی ایران خواهد بود. بی‌بی‌سی فارسی
- تخریب حصار مرزی جدید توسط فلسطینیان

فلسطینیان بخشی از حصار مرزی جدید در گذرگاه رفح را با بولدوزر خراب کردند.بی‌بی‌سی رادیو فردا

## ۲۶ ژانویه ۲۰۰۸
- پیروزی باراک اوباما در کارولینای جنوبی

سناتور باراک اوباما، روز شنبه، بیست ششم ژانویه، در رقابت مقدماتی در ايالت کارولينای جنوبی از سناتور هیلاری کلینتون، رقیب اصلی خود پیشی گرفت. رادیو فردا
- سفیر آمریکا در لبنان تغییر کرد

معاون وزیر خارجه آمریکا در امور خاورمیانه با اعلام تغییر سفیر آمریکا در بیروت گفت: «میشل سیسون» به جای «ویلتمن» تعیین شد.خبرگزاری فارس
- آخرین سرباز آلمانی بازمانده از جنگ جهانی اول درگذشت

اریش کسنتر (Erich Kaestner)، آخرین سرباز آلمانی بازمانده از جنگ جهانی اول در سن ۱۰۷ سالگی درگذشت. رادیو فردا
- جورج حبش درگذشت

جورج حبش بنیان‌گذار جبهه خلق برای آزادی فلسطین، از تندروترین گروه‌های مسلح فلسطینی در هشتاد سالگی درگذشت. بی‌بی‌سی

## ۲۷ ژانویه ۲۰۰۸
- اسرائیل تحویل سوخت به غزه را از سر گرفت

اسرائیل گفت تحویل مقدار محدودی سوخت به نوار غزه را که به مدت ده روز قطع کرده بود مجددا آغاز خواهد کرد. بی‌بی‌سی

## ۲۸ ژانویه ۲۰۰۸
- امتیاز ماهنامه زنان لغو شد

خبرگزاری‌های فارس و ایسنا به نقل از مقام آگاه و بدون ذکر نام و پست او، خبر داده‌اند که در جلسه روز دوشنبه هیات نظارت بر مطبوعات مجوز ماهنامه زنان به مدیرمسئولی شهلا شرکت را لغو کرده‌است.بی‌بی‌سی رادیو فردا
- سه شب نا آرامی در کوی دانشگاه تهران

دانشجویان کوی دانشگاه تهران، مجموعه خوابگاه‌های دانشجویی این دانشگاه، در سه شب گذشته و در اعتراض به نحوه مدیریت کوی تجمعاتی برگزار کرده‌اند که در مواردی با درگیری با نیروهای انتظامی همراه بوده‌است.بی‌بی‌سی

## ۲۹ ژانویه ۲۰۰۸
- آخرین محموله‌ی سوخت اتمی وارد بوشهر شد

روسیه هشتمین و آخرین محموله سوخت اتمی به نیروگاه اتمی بوشهر در ایران را به پایان رساند. نخستین محموله سوخت نیروگاه اتمی بوشهر روز ۲۶ آذرماه سال جاری (۱۷ دسامبر ۲۰۰۷) وارد نیروگاه اتمی بوشهر شده بود. دویچه وله
- محکومیت ۵۴ بهائی در ایران

سخنگوی قوه قضائیه ایران اطلاعاتی را در مورد محکومیت به زندان ۵۴ بهائی در شیراز، پرونده شهرام جزایری و حبس تعدادی از دانشجویان در اختیار رسانه‌ها قرار داد. رادیو فردا

## ۳۰ ژانویه ۲۰۰۸
- گروگانگیران فراری در ونزوئلا دستگیر شدند

چهار فرد مسلح در ونزوئلا که پس از گروگانگیری دو روزه سی نفر در یک بانک، با استفاده از یک آمبولانس از محل حادثه فرار کرده بودند، دستگیر شدند. بی‌بی‌سی فارسی
- تحقیق اف‌بی‌آی درباره بحران مسکن در آمریکا

اف‌بی‌آی، پلیس فدرال آمریکا، از تحقیقات گسترده درباره عملکرد چهارده موسسه مالی در رابطه با وام های مسکن خبر داد. بی‌بی‌سی فارسی
- خروج ادواردز و جولیانی از انتخابات مقدماتی آمریکا

جان ادواردز سناتور سابق اهل کارولینای شمالی که از رقبای کسب نامزدی حزب دموکرات در انتخابات ریاست جمهوری بود در پی چند شکست پیاپی در ایالات مختلف تصمیم گرفته به مبارزات خود پایان دهد.بی‌بی‌سی فارسی رادیو فردا

## ۳۱ ژانویه ۲۰۰۸
- قطعنامه تازه پارلمان اروپا در ارتباط با ایران

نمایندگان پارلمان اروپا صبح روز پنج شنبه قطعنامه‌ای در ارتباط با ایران به تصویب رساندند که در آن از عدم توقف همه فعالیت های مرتبط با غنی سازی اورانیوم در این کشور ابراز تاسف شده است. بی‌بی‌سی فارسی
- یک فرمانده ارشد القاعده در افغانستان کشته شد

مقامات ارشد ضدتروریسم غربی اعلام کردند ابولیث اللیبی، از فرماندهان ارشد القاعده در افغانستان کشته شد. بی‌بی‌سی فارسی

## پیوندهای روزانه
- درگاه: وقایع کنونی/وقایع ۲ ژانویه ۲۰۱۲
- درگاه: وقایع کنونی/وقایع ۳ ژانویه ۲۰۱۲
- درگاه: وقایع کنونی/وقایع ۵ ژانویه ۲۰۱۲
- درگاه: وقایع کنونی/وقایع ۸ ژانویه ۲۰۱۲
- درگاه: وقایع کنونی/وقایع ۱۱ ژانویه ۲۰۱۲
- درگاه: وقایع کنونی/وقایع ۱۴ ژانویه ۲۰۱۲
- درگاه: وقایع کنونی/وقایع ۱۶ ژانویه ۲۰۱۲
- درگاه: وقایع کنونی/وقایع ۱۷ ژانویه ۲۰۱۲
- درگاه: وقایع کنونی/وقایع ۱۸ ژانویه ۲۰۱۲
- درگاه: وقایع کنونی/وقایع  ۱۹ ژانویه ۲۰۱۲
- درگاه: وقایع کنونی/وقایع ۲۲ ژانویه ۲۰۱۲
- درگاه: وقایع کنونی/وقایع ۲۳ ژانویه ۲۰۱۲
- درگاه: وقایع کنونی/وقایع ۲۴ ژانویه ۲۰۱۲
- درگاه: وقایع کنونی/وقایع ۲۶ ژانویه ۲۰۱۲